# Утиња Врело
Утиња Врело је насељено место на Кордуну, у саставу општине Војнић, Карловачка жупанија, Република Хрватска.

## Историја
Утиња Врело се од распада Југославије до августа 1995. године налазило у Републици Српској Крајини.

## Становништво
Утиња Врело је према попису из 2011. године имало 18 становника.

### Број становника по пописима
| Националност   | 2001. | 1991. | 1981. | 1971. | 1961. | 1953. | 1948. | 1931. | 1921. | 1910. | 1900. | 1890. | 1880. | 1869. | 1857. |
| бр. становника | 25    | 80    | 71    | 87    | 81    | 80    | 73    | 108   | 85    | 69    | 55    | 51    | 36    | 43    | 34    |

- напомене:

До 1971. исказивано под именом Утиња-Врело.

### Национални састав
| Националност       | 2001.       | 1991.       | 1981.       | 1971.       | 1961.       |
| Срби               | 16 (64,00%) | 68 (85,00%) | 66 (92,95%) | 81 (93,10%) | 80 (98,76%) |
| Хрвати             | 0           | 1 (1,25%)   | 1 (1,40%)   | 1 (1,14%)   | 1 (1,23%)   |
| Југословени        | 0           | 11 (13,75%) | 3 (4,22%)   | 5 (5,74%)   | 0           |
| остали и непознато | 9 (36,00%)  | 0           | 1 (1,40%)   | 0           | 0           |
| Укупно             | 25          | 80          | 71          | 87          | 81          |